# 愛宕山 (落語)
『愛宕山』（あたごやま）は、古典落語の演目。上方落語の演目の一つである。春山のピクニックを描いた華やかな噺で、京都の旦那と大阪出身の幇間（太鼓持ち）とのユーモラスなやり取りが見どころである。

## 概要
山行きの足取りや番傘での飛び降り、谷底から飛び上がってくるシーンなど要所で派手なアクションが入るため、長時間の話芸とともに相当の体力が要求される大ネタである。上方では3代目桂米朝や2代目桂枝雀（英語落語でも）、桂吉朝がよく演じた。また江戸落語にも輸出され、8代目桂文楽の口演は非常に高い評価を受けた。
上方で現在演じられているのは、3代目桂米朝が文の家かしく（後の3代目笑福亭福松）に稽古を付けてもらったものと、5代目桂文枝が師匠4代目桂文枝から稽古を付けてもらったものの二通りがあり、演出方法も少し異なっている。

## あらすじ
(以下は上方落語でのストーリーに準拠する)
一八と茂八は大阪ミナミをしくじって京都祇園で働く幇間。春先のこと、京都の旦那が「気候もいいので野駆け（ピクニック）をしよやないか」と発案したので、芸妓や舞妓、お茶屋の女将らとともに愛宕山へ登ることになった。
大阪には山がないから山登りは大変だろうとからかう旦那。一八は「大阪にも山はある」と真田山・茶臼山・天保山などの例を挙げるが「そんなものは地べたのデンボ（できもの）」と一蹴される。意固地になった一八は「愛宕山なんて高いことおまへん、二つ重ねてケンケンで上がったる」と大言を吐く。旦那は「それならみんなの荷物も持って登って来い」と弁当などの荷物を全部二人に持たせて、その他の連中と共に先に登って行ってしまう。「大阪をしくじるんやなかった」と悔やむ幇間二人だが、みんなの荷物を持って後を追いかけた。が、慣れない山道にすぐに降参してしまう。
一同が揃ったところで弁当にしようと旦那が提案した。これだけでは物足りないから、と一八は茶店へ赴き、そこに「かわらけ」が多数積まれてあるのを発見する。このかわらけは酒や料理を入れるものではなく、願を掛けて崖の上から谷底の的に投げ込む遊び「かわらけ投げ」のためのものであった。
「天人の舞い」「お染久松比翼投げ」「獅子の洞入り」など多彩な技で次々にかわらけを的に投げ入れる旦那。一八は見よう見真似でチャレンジするが全く命中しない。挙句に「大阪の人間はかわらけみたいなしょうむないもン投げまへん、金貨銀貨を放って遊ぶ」と負け惜しみを叩く。すると旦那、「使えることがあったらと思て持ってきた」と、懐から昔の小判を20枚取り出したのである。
谷底の的めがけて小判を投げ込んで、「これが本当の散財、胸がスッとした」と言った旦那に、「あの小判はどないなりまんねん。」と一八が尋ねる。「放ったんやから拾った人のもの」との答えに、一生懸命手を伸ばしたが当然届かない。茶店の婆さんに訊くと、的を仕替えに行く道があるにはあるが遠くて危険とのこと。諦めかけた一八だが、茶店に大きな傘が干してあったのを見つける。この傘を広げて飛び降りれば、一瞬で谷底へ降りられるかもしれない、そう思った一八は傘を奪って崖の上に戻ったが、怖くてなかなか飛び降りることができない。そこで「ちょっと背中を突いてやれ、あれだけの傘を持っているし、もし怪我をしたら後のことは請け合う」と旦那から耳打ちされた茂八が背中を突いてやると、見事に一八は怪我もなく谷底へ着地した。
20枚の小判を拾い集め、「その小判はお前のものじゃ」と旦那に言われて喜ぶ一八。しかし次に「どうやって上がって来る？」と聞かれ困ってしまう。飛び降りることばかりに気が行って、上がって来ることは何も考えていなかったのだ。途方に暮れた一八は一計を案じる。
自身が着ていた絹製の長襦袢を裂いて縄を綯い、継ぎ足して長い絹糸の縄を完成させると、その先端に大きな石を結わえ、勢いをつけて谷の斜面に生える大きな竹の上部めがけて投げて縄を巻きつけた。そして力一杯竹を引っ張り、十分しならせて一つ地面を蹴ると、シュ～ッと旦那たちが待つ崖の上に着地。
「旦さん、ただいま」
「えらい男じゃ、上がって来た。で、小判はどうした？」
「あああ…忘れてきた」

## はめもの
上方では噺の途中でお囃子や鳴り物がふんだんに使われる。春の野辺の開放的な雰囲気や、幇間たちの山行きの様子などがこれらのはめもので効果的に演出される。噺家と下座の呼吸が非常に難しい演目である。

## 江戸落語バージョン
8代目桂文楽の「愛宕山」では、一八と茂八は江戸っ子の幇間で、旦那も江戸弁で演じられる。上方に比べると、一八が崖の下で小判を拾い、竹をたわめるアクションに重点が置かれ、力強い江戸落語に完成されている。もちろんはめものは江戸落語にはない。愛宕山のことを「あたごさん」と発音している。

## 幇間たちの山行きの唄
噺の前半のハイライトシーンは、「この程度の山、大したことない」と見栄を張る幇間の一八が、唄を歌いながら山道を登っていく場面である。登っているうちに息が切れてきて、あっさりと音を上げてしまうのであるが、このとき一八が歌う唄に、上方と江戸で大きな違いがある。なお、唄の文句は噺家によって微妙に異なる。
- 上方でのパターン (順番)
  - 端唄『梅にも春』の一節 →「この唄、(テンポが遅すぎて) 山行きに合わん」とくすぐり　
  - 流行歌『かまやせぬ節 (コチャエ節) 』の一節 →「登らば登れ愛宕山、登ったとて1円のポチ (小遣い) にもなるじゃなし」と替え歌
  - そのあと、次のような唄を歌う。

愛宕山坂　ええ坂　二十五丁目の茶屋の嬶(かか)　婆旦那さんちと休みなんし
しんしんしん粉でもたんと食べ　食べりゃうんと坂　ヤンレ坂
これは実際に愛宕山参道の中腹 (二十五丁) にあった茶店の女が、客の呼び込みに歌っていた唄である。「しん粉」とは米の粉 (上新粉) を練って蒸した菓子で、愛宕参詣の名物であった。現在でも山麓の茶店で振舞われている。
- 江戸
  - 流行歌『コチャエ節』

お前待ち待ち蚊帳の外　蚊に喰われ　七つの鐘の鳴るまでも　コチャ
七つの鐘の鳴るまでも　コチャエ　コチャエ
お前は浜のお庄屋様　潮風に吹かれてお色が真黒け　コチャ
吹かれてお色が真黒け　コチャエ　コチャエ
天保年間の「羽根田節」が元となって、明治4年に東京で流行した。

## エピソード
- 「かわらけ投げ」は、現在愛宕山では行われていない。同じ山系に属する高雄山の神護寺で投げられる。
- 桂米朝によると文の家かしく（後の3代目笑福亭福松）に稽古を付けてもらった際、「この噺はウソばっかりなので実際に愛宕山へ行ったら演じられなくなる」と教わったとのこと。
- 2007年秋からのNHK連続テレビ小説「ちりとてちん」では、主人公・和田喜代美が初めて接した落語が、祖父がカセットテープで録音していた徒然亭草若（のちに喜代美の師匠）演じる「愛宕山」であった。この落語が、祖父と孫のふれあいのきっかけとなるなど、ドラマのストーリー上重要なウェイトを占める演目となっている。なお、ドラマでは劇中劇として愛宕山のあらすじが再現されており、一八の役は和久井映見（喜代美の母親役）が演じた。

- 戦前、このネタを得意としたのが3代目三遊亭圓馬であった。大阪出身で江戸で長らく修業したこともあり、江戸弁と上方弁とを自由に使い分けることができた。「愛宕山」では東京から来た旦那、京都弁の芸妓、大阪弁の幇間と３つの異なる言葉を見事に演じ分け、奇蹟のような芸であった　（近年は古今亭菊之丞がこの形で演じている）。桂文楽にこのネタを教えたのも圓馬である。なお文楽は戦後10代目金原亭馬生に稽古を付け、馬生はその後膝を悪くしやらなくなってからは実の弟の3代目古今亭志ん朝に稽古を付け、志ん朝の十八番になった。

- 8代目桂文楽は晩年に狭心症のために医師からこのネタを演じる事を禁じられていたと言う。

- 昭和40年代、桂米朝が東京で「愛宕山」を演じたとき、傘で飛び降りる個所で、熱演のあまり傘の柄に使っていた扇子を遠くに飛ばしてしまった。米朝は小判を拾うしぐさを演じながら、「あ、こんなとこにも落ったある。」と立ち上がって扇子を拾い、何食わぬ顔で噺を続け、客席から大きな拍手を受けた。

- 桂枝雀 (2代目)の持ちネタであり、演じる際には大汗をかいて熱演をしたため、師匠の桂米朝には「そこまでやらんでも」と言われた。